# Zammad

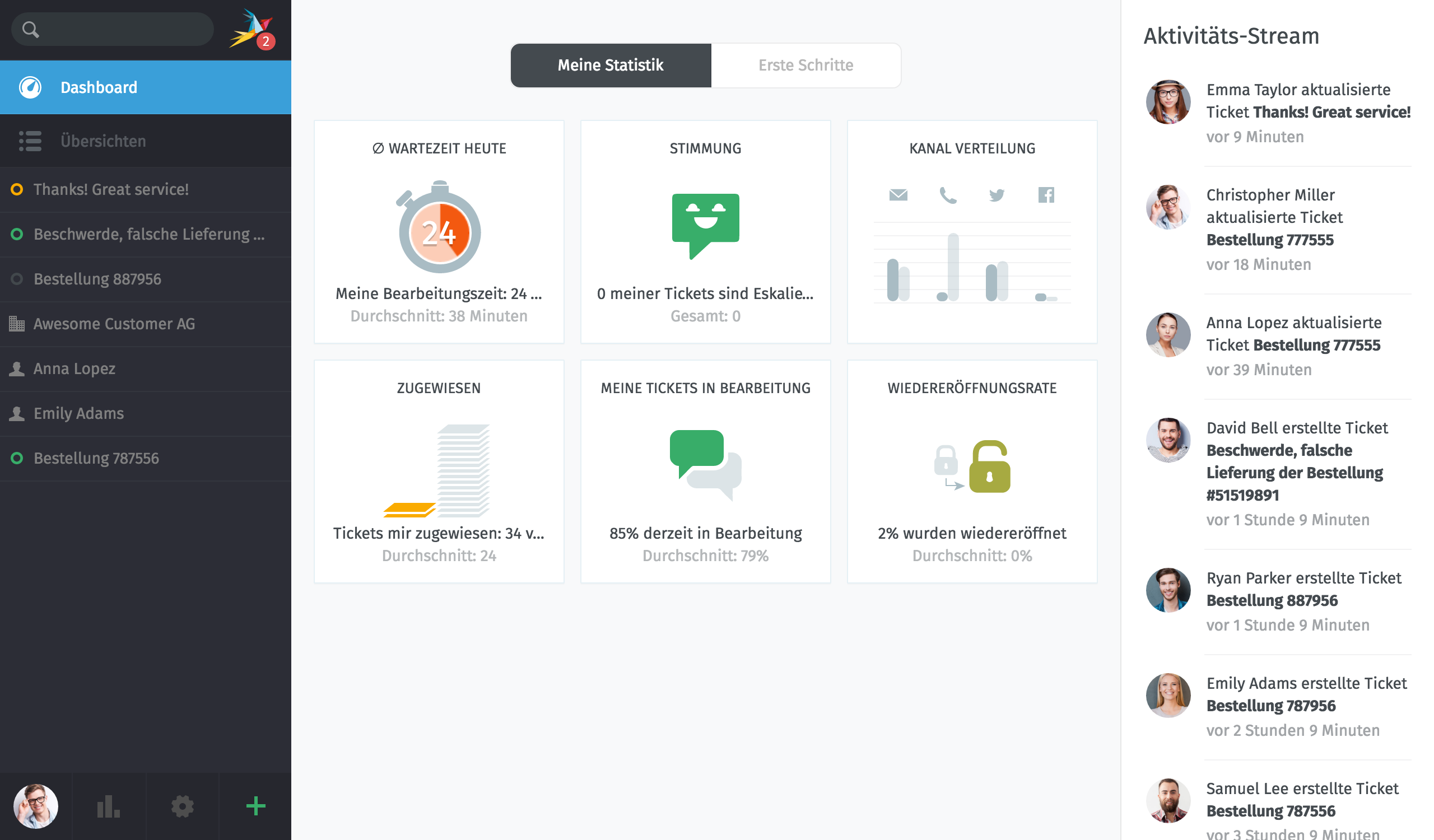
Dashboard-Seite von Zammad

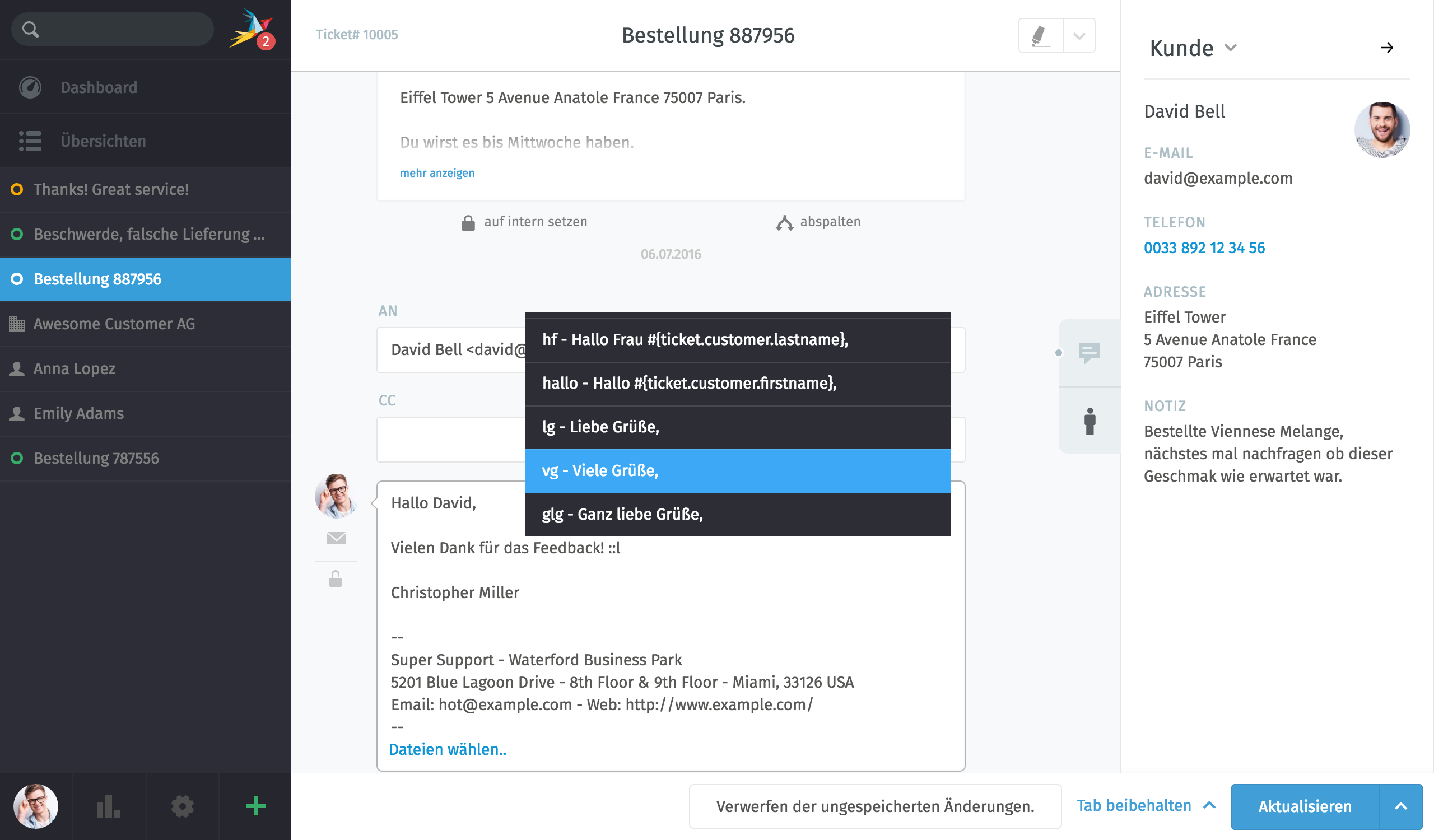
Zammad-Ticketbearbeitung mit Shortcuts

Zammad ist ein freies Helpdesk- bzw. Issue-Tracking-System. Es bietet die Anbindung von verschiedensten Kanälen wie E-Mail, Chat, Telefon, Twitter oder Facebook. Zammad wird in den Programmiersprache Ruby und JavaScript entwickelt. Zammad wurde von Martin Edenhofer gegründet, welcher früher OTRS mit entwickelt hat. Er ist auch Geschäftsführer bei der znuny GmbH, die den otrs Fork umsetzt. Der Name Zammad soll aus dem Bayerischen kommen und „zusammen“ bedeuten.

## Funktion
Störungsmeldungen, Service- und Informationsanfragen werden in Zammad durch eine initial E-Mail oder ein Telefonanruf als Ticket eröffnet und durch Bearbeiter bearbeitet. Tickets können entweder sofort beantwortet werden oder weiter Nachfragen beim Ersteller eingeholt werden oder ein Team an Bearbeitern zugeordnet werden. Jedes Ticket hat Metadaten wie zugewiesene Bearbeiter, Gruppe, Status im Arbeitsablauf, Priorität und gegebenenfalls einen Datum zur Wiedervorlage, diese werden im Ticket dargestellt und können als Sortierkriterium in einer Übersicht genutzt werden. Die Zuordnung zu Metadaten kann auch anhand von definierten Kriterien (z. B. Absender) automatisch erfolgen.
Zur eindeutigen Referenzierung erhält der Ersteller eine eindeutige Ticketsnummer per E-Mail zugesandt. Tickets können zusammengefasst oder aufgetrennt werden. Bearbeiter sowie Ersteller können selektiv Tickets beobachten und über Änderungen benachrichtigt werden. Alle Einträge und deren Änderungen sind revisionssicher dokumentiert.
Unter anderem bietet Zammad zusätzliche Funktionen an:
- eine Wissensdatenbank, deren Inhalte in Antworten eingebunden werden können, genauso wie Textbausteine für einfache Antworten.
- individuelle Geschäftsobjekte[9] auf Ticket-, Benutzer- und Gruppenebene um eigene Metadaten (z. B. genutztes Betriebssystem bei IT Support, Fremdschlüssel zu Drittsystemen etc.) zu nutzen.
- eine integrierte Zeiterfassung.
- Stellvertreterfunktion.
- E-Mails können mit S/MIME oder PGP/MIME verschlüsselt und signiert werden.
- Service-Level-Agreements
- Integrationen in Grafana, GitHub, Gitlab, Checkmk, Slack, Microsoft Teams.

## Benutzeroberfläche
Die Benutzeroberfläche von Zammad ist als WebApp mit CSS, JavaScript und HTML5 (unter anderem mit WebSockets) umgesetzt ausgelegt, das bedeutet, dass die Anwendung im Webbrowser läuft, es werden nur Daten über das Netzwerk mittels REST ausgetauscht. Somit fühlt sich die WebApp wie eine native Anwendung an und ist Realtime-fähig, wodurch Informationen unmittelbar nach Erstellung/Änderung in allen Clients aktualisiert, ohne die Applikation/Webseite neu zu laden. Das Design der Oberfläche ist mit der Zeughaus Design GmbH entwickelt worden.
In Version 3.0 wurde Zammad um eine Knowledge Base erweitert.

## Backend
Das Backend ist in Ruby on Rails realisiert und kommuniziert über REST mit der Benutzeroberfläche. Zammad setzt auf Elasticsearch, um so die Suchanfragen zu beschleunigen.
Als Datenbankserver werden MySQL, MariaDB oder PostgreSQL unterstützt, ab Version 7.x nur noch PostgresQL. Als Webserver bzw. Reverse Proxy können Nginx oder Apache verwendet werden.
Zammad verfügt über eine REST API.

## Versionsgeschichte
Als Releasezyklus waren vier Wochen geplant, zum 14. eines Monats.
| Version                    | Veröffentlichung   | Wichtigste Änderungen |
| -------------------------- | ------------------ | --- |
| 1.0.0                      | 14. Okt. 2016      | Quellen: - Erste Version |
| 1.1.0                      | 14. Nov. 2016      | Quelle: - Veröffentlichung REST API v1 - Ruby API Lib - PHP API Lib - Integration mit sipgate.io - Automatische Zuordnung der Organisation anhand der E-Mail-Domain                                                                         |
| 1.1.1                      | 14. Dez. 2016      | Bugfix-Release |
| 1.2.0, 1.1.2, 1.0.3        | 16. Jan. 2017      | Feature- und Bugfix-Release |
| 1.3.0, 1.2.1, 1.1.3, 1.0.4 | 15. Feb. 2017      | Feature-, Sicherheits- und Bugfix-Release |
| 1.4.0, 1.3.1, 1.2.2, 1.1.4 | 16. Mär. 2017      | Feature- und Bugfix-Release |
| 1.5.0, 1.4.1, 1.3.2, 1.2.3 | 21. Apr. 2017      | Feature- und Bugfix-Release |
| 2.0.0, 1.5.1               | 11.09.2017         | Major-Release und Wartung - LDAP-Integration - Abwesenheitsassistent - Exchange-Integration - Rollenmanagement |
| 2.1.0,2.0.1                | 25. Okt. 2017      | Minor- und Feature-Release - Reporting Funktion - checkmk-Integration |
| 2.2.0, 2.1.1               | 6. Dez. 2017       | Minor- und Feature-Release - i-doit-Integration als CMDB - E-Mails inkl. Anhänge können weitergeleitet werden |
| 2.3.0, 2.2.1, 2.1.2        | 31. Jan. 2018      | Minor- und Feature-Release - Chat-Integration wurde verbessert |
| 2.4.0, 2.3.1, 2.2.2        | 29. Mär. 2018      | Feature-Release - Autovervollständigung bei E-Mail-Adressen - REST API - Breaking Change: Änderungen in der Berechtigungsverwaltung |
| 2.5.0, 2.4.1               | 6. Jun. 2018       | Feature-Release - Automatisierung der Ticketzuweisung - CSV-Import |
| 2.6.0, 2.5.1               | 10. Aug. 2018      | Minor-, Feature- und Bugfix-Release - CTI-Integration - bessere Filterfunktion bei E-Mails - verbesserte Suchfunktion in der REST-API |
| 2.7.0, 2.6.1               | 25. Okt. 2018      | Minor- und Bugfix-Release - SMS-Integration - Drucklayout - Anpassungen Datumsformat |
| 2.8.0, 2.7.1               | 3. Dez. 2018       | Minor- und Bugfix-Release - Integration von Placatel als CTI-Schnittstelle - Twitter-API |
| 2.9.0, 2.8.1, 2.7.2        | 14. Feb. 2019      | Minor- und Bugfix-Release - Anhangvorschau realisiert - Timestamp über Zeitzonen verbessert |
| 3.0                        | 6. Dez. 2019       | Major-Release - weitere Sprachen hinzugekommen - externe Authenfizierungsquellen (Microsoft-Konto, Azure AD oder OAuth2) - Zammad Knowledge Base                                                                                            |
| 3.1.0, 3.0.1               | 11. Jul. 2019      | Minor- und Bugfix-Release - weiter CTI-Anbieter integriert - Textmodule für Gruppen realisiert |
| 3.2.0, 3.1.1               | 3. Dez. 2019       | Minor- und Bugfix-Release - SAML-Authentifizierung - Chat-Modul wurde erweitert |
| 3.3.0, 3.2.1               | 3. März 2020       | Minor- und Bugfix-Release - Sicherheitsupdates - Automatisierung verbessert: mit Triggern und abhängig vom Kalender |
| 3.4.0, 3.3.1               | 15.06.2020         | Minor- und Bugfix-Release - S/MIME-Integration - Google-OAuth-Integration - Zammad + ServiceNow verbesserte Integration |
| 3.5.0, 3.4.1               | 21. Sep. 2020      | Minor- und Bugfix-Release - Einfacherer Prozess, um einen Benutzer zu löschen (für besseren Datenschutz) - Agenten können nun gleichzeitig auch Kunde sein (und umgekehrt)                                                                  |
| 3.6.0, 3.5.1               | 16. Nov. 2020      | Minor- und Bugfix-Release - Besser Austausch mit Drittsystemen (Webhooks) - Mailbox-Archiv |
| 4.0                        | 25. Mär. 2021      | Major-Release - Integrationen Grafana, Kibana, GitLab und GitHub - Mention-Funktion - Verbesserte Darstellung auf Mobilgeräten |
| 4.1                        | 8. Juni 2021       | Minor-Release - Session Timeout - Freshdesk Importfunktion |
| 5.0                        | 5. Oktober 2021    | Major-Release - Integrationen MessageBird - Core Workflows-Funktion - Integration mit Jira - Bessere User Experience |
| 5.0.1                      | 8. Oktober 2021    | Minor-Release - nur Sicherheitsupdates |
| 5.0.2                      | 28. Oktober 2021   | Minor-Release - nur Sicherheitsupdates |
| 5.0.3                      | 7. Dezember 2021   | Minor-Release - nur Sicherheitsupdates |
| 5.1                        | 14. März 2022      | Minor-Release - Multiauswahl bei Kategorien - Gemeinsames Erfassen - Berechtigungskonzept in der Knowledgebase - 12 Stunden Zeitformat einstellbar - breaking Changes                                                                       |
| 5.1.1                      | 20. April 2022     | Bugfix-Release - Sicherheitsrelease |
| 5.2                        | 21. Juni 2022      | Minor-Release - Multi LDAP Integration - Mehrere Organisationen für Kunden - .ics Vorschau |
| 5.2.1                      | 5. Juli 2022       | Bugfix-Release - Sicherheitsrelease |
| 5.2.2                      | 13. September 2022 | Bugfix-Release - Sicherheitsrelease |
| 5.2.3                      | 30. September 2022 | Minor-Release - kleinere Fehlerbehebungen - Einbindung Microsoft 365 E-Mail Konten verbessert |
| 5.3.0                      | 22. November 2022  | Minor-Release - Admin-Interface zur Verwaltung von Ticketvorlagen - Wiedereröffnung von Tickets - Dark Mode - Benutzerdefinierte Links auf der Login-Seite - Checkboxen in Formularen - Wichtige Ankündigung: Hinweis auf MySQL Deprecation |
| 5.3.1                      | 21. Dezember 2022  | Minor-Release - Fehlerbehebung einer sehr kritischen Lücke und - zwei kleinere Fehlerbehebungen |
| 5.4.0                      | 14. März 2023      | Minor-Release - Experten-Modus für Bedingungen - Exchange Integration für Microsoft mit OAuth - Verbesserung der Sicherheit bei Anmeldung über Drittanbieter - Unterstützung für SLES 15                                                    |
| 5.4.1                      | 12. April 2023     | Minor-Release - Fehlerbehebung einer Sicherheitslücke und - mehrere Ankündigungen für Softwareänderungen Release 6 und 7: Redis, Exportformate, nicht mehr unterstütze Datenbanken                                                          |
| 6.0                        | 6. Juni 2023       | Major-Release - Mobile View - Duplikaterkennung - WebHook Erweiterungen mit MS Teams Integration - Standard Agenten Benachrichtigungen - Core Workflow Verbesserungen - Responsive Design Verbesserungen                                    |
| 6.1                        | 13. September 2023 | Minor-Release - 2-Faktor Authentifizierung - PGP Integration - Erweiterung der Zeitabrechnung |
| 6.2                        | 6. Dezember 2023   | Minor-Release - Baumstruktur für Gruppen - Sicherheitsverbesserungen - Externe Datenquellen (neuer Attributtyp External Data Source Field) - Verwaltung von Datenspeicherung und -löschung über Automatisierung - Simple Storage (S3)       |
| 6.3                        | 17. April 2024     | Minor-Release - Integration von WhatsApp Business als Kommunikationskanal - Einfachere Erstellung und Bearbeitung von Ticketstatus und Ticketprioritäten - Verbesserungen bei der Verwaltung von Übersetzungen                              |
| 6.4                        | 6. November 2024   | Minor-Release - Einführung einer Checklisten-Funktion - Einführung neuer Tastenkürzel - Verbesserung der Abonnementverwaltung |
| 6.5                        | 2. April 2025      | Minor-Release - Integration OpenID Connect - Microsoft 365 Postfächer einbinden mit GraphAPI - Verbesserung der Administrationsoberfläche und Suche                                                                                         |

## Auszeichnungen
- Bronzener OSBAR (Open Source Business Award 2016), am 7. Dezember 2016[61]
- 1. Platz im Thomas-Krenn-Award 2017, am 12. März 2017[62]
- Dinacon Award in der Kategorie 1: Best Open Source Project, am 18. Oktober 2019, dadurch wurde Zammad gleichzeitig für den Digital Economy Award nominiert[63][64]